# QV Andromedae
QV Andromedae eller HD 7546, är en ensam stjärna belägen i den norra delen av stjärnbilden Andromeda. Den har en högsta skenbar magnitud av ca 6,6 och är mycket svagt synlig för blotta ögat där ljusföroreningar ej förekommer. Baserat på parallax enligt Gaia Data Release 3 på ca 2,94 mas beräknas den befinna sig på ett avstånd av ca 1 100 ljusår (ca 340 parsec) från solen. Den rör sig närmare solen med en heliocentrisk radialhastighet av ca -14 km/s. Stjärnans skenbara magnitud varierar med upp till 0,05 magnitud med en period av ca 5,23 dygn och den klassificeras som en Alfa2 Canum Venaticorum-variabel.

## Observation

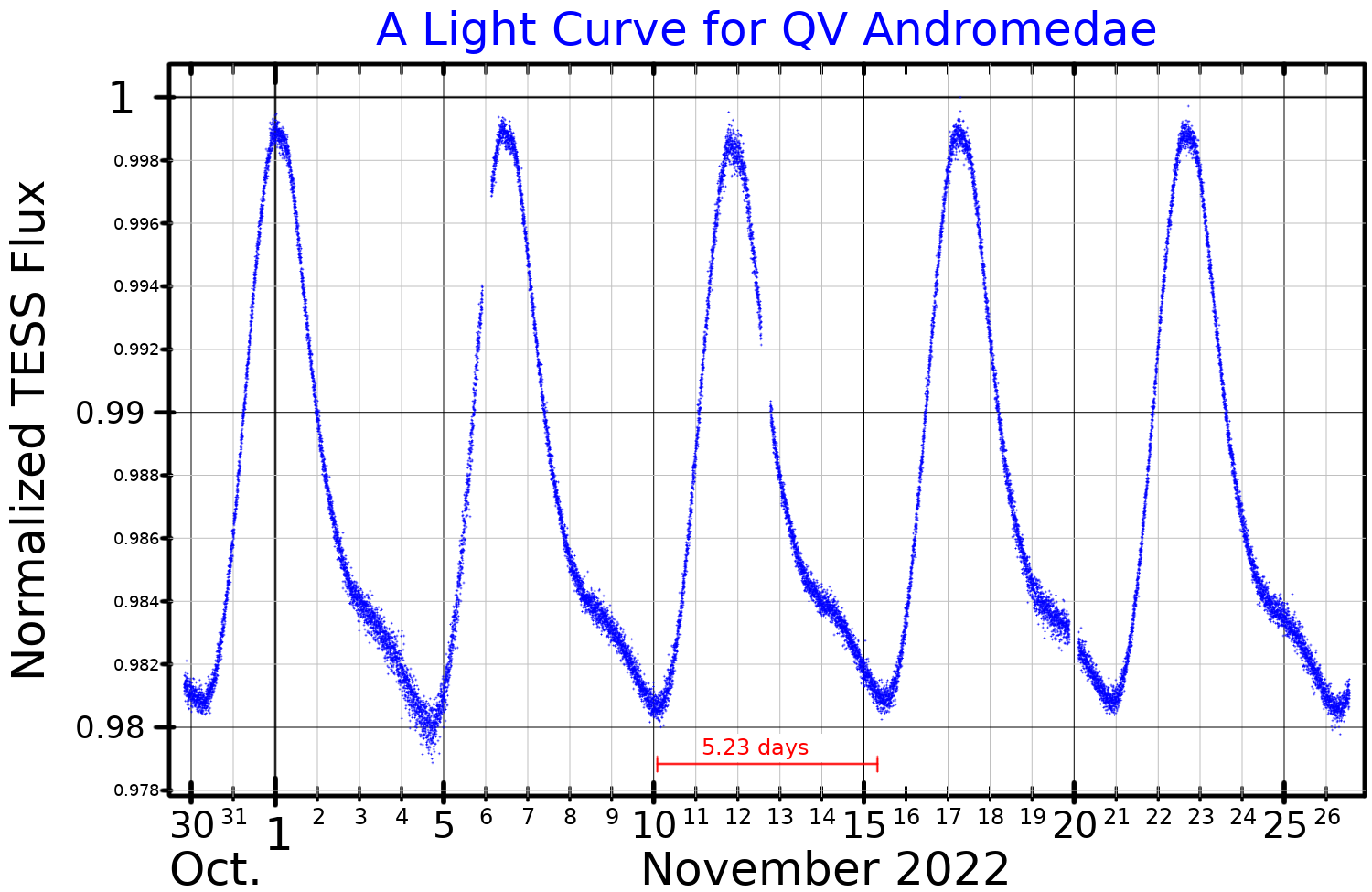
Ljuskurvan i visuella bandet för QV Andromedae, anpassad från TESS-data, med rotationsperioden på 5,23 dygn visat i rött.

Variabiliteten hos QV Andromedae identifierades först 1975, och bekräftades med Hipparcos fotometri. Den tilldelades 1997 variabelbeteckningen QV Andromedae i den 73:e namnlistan över variabla stjärnor.

## Egenskaper
QV Andromedae är en blå till vit jättestjärna av spektralklass B9 IIIpSi, där pSi-suffixet anger att stjärnans spektrum visar en säregen kemisk sammansättning med starkare kisellinjer än vanligt. Denna typ av stjärna är känd som en Ap-stjärna, där de kemiska särdragen orsakas av starka magnetfält och långsam rotation vilket leder till kemisk skiktning i atmosfären. Den har en massa av ca 4,4 solmassor och utsänder energi från dess fotosfär motsvarande ca 267 gånger solen vid en effektiv temperatur av ca 12 400 K. Stjärnan roterar med en projicerad rotationshastighet på 49 km/s.